# Jean-Bédel Bokassa
Jean-Bédel Bokassa (22. februar 1921 – 3. november 1996) var præsident og senere kejser af den Centralafrikanske Republik fra 1966-79.
Bokassa arbejdede i mange år som militærofficier i den franske hær. Han havde en slem opvækst hvor han mistede begge sine forældre som 6-årig. Han styrtede sin fætter, David Dacko, i 1966 der var blevet præsident af den Centralafrikanske republik efter landet blev selvstændigt i 1960. I 1976 udnævnte han sig selv som "Kejser Bokassa 1. af Centralafrika". Kroningsceremonien kostede landets BNP. I 1979 blev han selv styrtet af Dacko og franske tropper, hvorefter imperiet gik i opløsning og demokratiet vendte tilbage. Bokassa gik i eksil i Elfenbenskysten og Frankrig. Han vendte tilbage til landet i 1986 og blev stillet for retten for forræderi og mord. Året efter blev han frikendt for anklager om kannibalisme, men blev fundet skyldig i drab på skolebørn og andre forbrydelser begået i sin tid som kejser. Dødsdommen han fik blev senere omdannet til livstid i isolation, men han blev løsladt i 1993. Bokassa levede derefter et hemmeligt privatliv i Bangui, indtil han døde af et hjerteanfald den 3. november 1996.